# Superbird B1
O Superbird B1 foi um satélite de comunicação geoestacionário japonês construído pela empresa Space Systems/Loral (SS/L), ele era operado pela Space Communications Corporation (SCC). O satélite foi baseado na plataforma LS-1300 e sua vida útil estimada era de 10 anos.

## Lançamento
O satélite foi lançado ao espaço no dia 26 de fevereiro de 1992, às 23:58:10 UTC, por meio de um veículo Ariane-44L H10, laçando a partir do Centro Espacial de Kourou, na Guiana Francesa, juntamente com o satélite Arabsat 1C. Ele tinha uma massa de lançamento de 2.800 kg.

## Capacidade e cobertura
O Superbird B1 era equipado com 23 transponders em banda Ku, 3 em banda Ka e 2 em banda X para prestar serviços via satélite ao Japão.